# 佩爾紹特拉夫內韋 (米哈伊利夫卡市鎮)
47°10′57″N 35°17′51″E / 47.18250°N 35.29750°E
佩爾紹特拉夫內韋是位於烏克蘭東南部的村莊，由扎波羅熱州瓦西里夫卡區的米哈伊利夫卡市鎮負責管轄。該村始建於1852年，面積0.79平方公里，海拔高度75米，2001年人口76，人口密度每平方公里96.2人。